# Nazira
Nazira é uma cidade  no distrito de Sibsagar, no estado indiano de Assam.

## Geografia
Nazira está localizada a 26° 55′ N, 94° 44′ L. Tem uma altitude média de 132 metros (433 pés).

## Demografia
Segundo o censo de 2001, Nazira tinha uma população de 12 466 habitantes. Os indivíduos do sexo masculino constituem 53% da população e os do sexo feminino 47%. Nazira tem uma taxa de literacia de 81%, superior à média nacional de 59,5%: a literacia no sexo masculino é de 84% e no sexo feminino é de 78%. Em Nazira, 11% da população está abaixo dos 6 anos de idade.